# يوهان مورينو
يوهان مورينو (بالإسبانية: Johan Moreno) (10 يونيو 1991 في فنزويلا - ) هو مدرب كرة قدم ولاعب كرة قدم فنزويلي في مركز الوسط.

## روابط خارجية
- يوهان مورينو على موقع قاعدة بيانات كرة القدم.إي يو (الإنجليزية)
- يوهان مورينو على موقع Soccerway.com (الإنجليزية)
- يوهان مورينو على موقع عالم كرة القدم.نت (الإنجليزية)
- يوهان مورينو على موقع AS.com (الإسبانية)